# La strage degli innocenti
La strage degli innocenti (La massacre dels innocents) és un oratori compost per Lorenzo Perosi estrenat al Salone Perosi de Milà el 18 de maig de 1900, amb el mateix autor dirigint la Filarmonica di Bologna.
La strage degli innocenti, basat en la Massacre dels Innocents relatada a l'Evangeli segons Mateu, reuneix un narrador que fa com de cronista històric, amb alguns personatges individuals com l'indefugible Herodes, veus profètiques, àngels solts i en conjunt, i un cor que assisteix i participa, alhora, de la història, cantada en llatí.

## Seccions
- Primera Part:
  - Preludio
  - La profezia
  - La partenza
- Segon Part:
  - Prologo
  - Il pianto
  - La fuga
  - La rabbia di Erode